# 自己相似過程
自己相似過程（じこそうじかてい、英: self-similar process）は、時間あるいは空間スケールについて拡大あるいは縮小しても元の確率過程と同一の確率法則に従う自己相似な確率過程。

## 名称について
- H-ss 過程(self similar process)ということがあり、Hを自己相似指数(スケーリング指数)とする自己相似過程を意味する。
- 自己相似性が厳密に成立するのは統計的な自己相似のみであることから統計的自己相似過程と呼ぶのが正確である。マンデルブロは、空間スケールと時間スケールの相似比が同一ではないという理由から「自己アフィン過程」という名称を使用している。[1][2]

## 定義
自己相似過程の定義にはいくつかあるが、ここでは２つの定義方法を示す。

### 連続確率過程の場合
次の条件を満たす連続確率過程{X(t)}を自己相似過程とする。
{\displaystyle \{X(t)\}{\overset {\underset {\mathrm {d} }{}}{=}}\;\{a^{-H}X(at)\}}
ここで、
t は時間で t≧0
a は、a≧0
H は自己相似指数(ハーストパラメータ)で 0 < H < 1
{\displaystyle \{Y\}\;{\overset {\underset {\mathrm {d} }{}}{=}}\;\{Z\}} は確率過程{Y}と{Z}の分布が同一であることを表す。

### 離散確率過程の場合
まず時系列 X(i) を各区間がm個からなる重複しない区間に分割する。区間kにおける時系列X(i)の平均 X(m)(k) は次式で表される。
{\displaystyle X^{(m)}(k)={\frac {1}{m}}\sum _{(k-1)m+1}^{km}X(i)}
ここで、すべてのmについて次の条件を満たす離散確率過程を自己相似過程とする。
{\displaystyle X\;{\overset {\underset {\mathrm {d} }{}}{=}}\;m^{1-H}X^{(m)}}

## 例
自己相似過程の例として次の確率過程があげられる。
- 自己相似加法過程 - 自己相似な加法過程
- 佐藤過程 - 自己分解可能分布に従う自己相似加法過程。
- α-安定レヴィ過程 - α=1/Hの安定分布に従うレヴィ過程。(定常増分をもつ自己相似加法過程)。
- 非整数ブラウン運動 - α=2のα-安定レヴィ過程、すなわち自己相似なガウス過程。